# 호세 보르달라스
호세 보르달라스 히메네스(스페인어: José Bordalás Jiménez, 1964년 3월 5일, 발렌시아 주 알리칸테 ~)는 스페인의 전 축구 선수이자 현 축구 축구 지도자로 현역 시절 스트라이커로 활약했으며 현재 헤타페 CF의 감독직을 맡고 있다.

## 선수 시절
1980년 에르쿨레스 CF에서 데뷔한 이후 7년간 에스파뇰 산비센테, 오리우엘라 데포르티바, 비야호요사 CF, 라요 이벤세, 베니도름 CF 등에서 임대 생활을 이어나갔고 특히 1984년부터 1987년까지 4부 리그팀인 베니도름 CF 소속으로 활동하며 3부 리그 승격에 일조했다.
이후 1987년 에르쿨레스를 떠나 1992년 은퇴할 때까지 CD 데니아, CD 토레비에하, 페트렐렌세 CF, 에스파뇰 산비센테, UD 알테아 등에서 활동했다.

## 지도자 경력
선수 은퇴 이후 1993년 당시 4부 리그팀인 알리칸테 CF 리저브팀 감독으로 본격적인 지도자 커리어를 시작했고 이듬해 1군 감독으로 승격해 리그 10위로 1994-95 시즌을 마쳤으며 이후 2015-16 시즌에는 데포르티보 알라베스의 감독을 맡아 세군다 디비시온 우승 및 라리가 승격을 이끌었다.
2015-16 시즌 종료 후 헤타페 CF의 사령탑을 맡아 2016-17 세군다 디비시온 3위 및 차기 시즌 라리가 승격을 이끌었고 라리가 승격 이후 2018-19 시즌에서는 헤타페 구단 역사상 라리가 최고 성적인 5위로 사상 첫 유럽 클럽 대항전 진출을 이끌어내며 라리가 올해의 감독상에 선정되었고 2019-20년 UEFA 유로파리그에서도 16강이라는 구단 역사상 유럽 클럽 대항전 최고 성적을 이끌었다.
그 후 2020-21 시즌에서 리그 15위의 부진한 성적으로 헤타페 감독직에서 내려온 후 발렌시아 CF의 감독으로 부임하여 2021-22 리그 9위, 코파 델 레이 준우승 등의 성과를 이끌었음에도 불구하고 발렌시아의 감독직에서 물러났다.

## 사생활
사촌 관계인 후안 이그나시오 마르티네스도 축구 감독일을 하고 있다.

## 감독 통계
2022년 5월 21일 기준
| 구단       | 국적   | 취임             | 해임             | 기록  | 기록 | 기록 | 기록 | 기록  | 기록  | 기록 | 기록  | 주     |
| 구단       | 국적   | 취임             | 해임             | 전    | 승   | 무   | 패   | 득    | 실    | 차   | 율 %  | 주     |
| ---------- | ------ | ---------------- | ---------------- | ----- | ---- | ---- | ---- | ----- | ----- | ---- | ----- | ------ |
| 알리칸테 B | 스페인 | 1993년 7월 1일   | 1994년 6월 30일  | 38    | 26   | 9    | 3    | 92    | 21    | +71  | 68.42 | [ 2 ]  |
| 알리칸테   | 스페인 | 1994년 6월 30일  | 1995년 7월 1일   | 38    | 13   | 13   | 12   | 53    | 45    | +8   | 34.21 | [ 3 ]  |
| 베니도름   | 스페인 | 1995년 7월 1일   | 1996년 6월 30일  | 40    | 11   | 13   | 16   | 35    | 53    | −18  | 27.50 | [ 4 ]  |
| 엘덴세     | 스페인 | 1996년 6월 30일  | 1997년 5월 19일  | 40    | 17   | 11   | 12   | 64    | 41    | +23  | 42.50 | [ 5 ]  |
| 무차비스타 | 스페인 | 1997년 6월 2일   | 1998년 6월 30일  | 26    | 23   | 2    | 1    | 102   | 17    | +85  | 88.46 | [ 6 ]  |
| 알리칸테   | 스페인 | 1998년 6월 30일  | 2002년 7월 1일   | 162   | 102  | 31   | 29   | 331   | 135   | +196 | 62.96 | [ 7 ]  |
| 노벨다     | 스페인 | 2002년 12월 23일 | 2003년 6월 30일  | 21    | 6    | 9    | 6    | 18    | 21    | −3   | 28.57 | [ 8 ]  |
| 알리칸테   | 스페인 | 2004년 3월 15일  | 2006년 2월 13일  | 78    | 42   | 20   | 16   | 122   | 58    | +64  | 53.85 | [ 9 ]  |
| 에르쿨레스 | 스페인 | 2006년 2월 13일  | 2006년 10월 11일 | 27    | 11   | 4    | 12   | 23    | 28    | −5   | 40.74 | [ 10 ] |
| 알코야노   | 스페인 | 2007년 10월 15일 | 2009년 7월 16일  | 74    | 33   | 24   | 17   | 100   | 70    | +30  | 44.59 | [ 11 ] |
| 엘체       | 스페인 | 2009년 10월 5일  | 2012년 4월 8일   | 118   | 52   | 30   | 36   | 171   | 130   | +41  | 44.07 | [ 12 ] |
| 알코르콘   | 스페인 | 2012년 6월 26일  | 2013년 6월 19일  | 46    | 22   | 7    | 17   | 63    | 63    | 0    | 47.83 | [ 13 ] |
| 알코르콘   | 스페인 | 2014년 2월 5일   | 2015년 6월 8일   | 61    | 21   | 22   | 18   | 67    | 67    | 0    | 34.43 | [ 14 ] |
| 알라베스   | 스페인 | 2015년 6월 11일  | 2016년 6월 21일  | 44    | 22   | 12   | 10   | 51    | 38    | +13  | 50.00 | [ 15 ] |
| 헤타페     | 스페인 | 2016년 9월 27일  | 2021년 5월 26일  | 212   | 83   | 60   | 69   | 246   | 208   | +38  | 39.15 | [ 16 ] |
| 발렌시아   | 스페인 | 2021년 5월 27일  | 2022년 6월 3일   | 46    | 17   | 17   | 12   | 62    | 58    | +4   | 36.96 | [ 17 ] |
| 합계       | 합계   | 합계             | 합계             | 1,071 | 501  | 284  | 286  | 1,600 | 1,053 | +547 | 46.78 | —      |

## 수상

### 감독
알라베스
- 세군다 디비시온: 2015–16[18]

개인
- 트로페오 미겔 무뇨스: 2018–19[19]
- UEFA 라리가 올해의 감독: 2018–19[20]